# Gare de Dréa
La gare de Dréa est une gare ferroviaire algérienne située sur le territoire de la commune de Dréa, dans la wilaya de Souk Ahras.

## Situation ferroviaire
La gare est située à l'est de la ville de Dréa, sur la ligne d'Annaba à Djebel Onk. Elle est précédée de la gare d'El Hamri et suivie de celle de M'daourouch.

## Service des voyageurs

### Desserte
La gare de Dréa est desservie par les trains régionaux de la liaison Annaba - Tébessa.